# Metablax acutipennis
Metablax acutipennis là một loài bọ cánh cứng trong họ Elateridae. Loài này được White miêu tả khoa học năm 1846.